# Obed Dlamini
Obed Dlamini (Mhlosheni, 1937. április 4. – Johannesburg, Dél-Afrika, 2017. január 18.) szváziföldi politikus.
1961 és 1964 között tanárként dolgozott, majd pénzügyi intézményeknél volt alkalmazott. Ezt követően a szakszervezetek országos szövetségének a főtitkára volt. 1989. július 12. és 1993. október 25. között Szváziföld miniszterelnöke volt.